# Closterus rothschildi
Closterus rothschildi är en skalbaggsart som beskrevs av Auguste Lameere 1912. Closterus rothschildi ingår i släktet Closterus och familjen långhorningar.
Artens utbredningsområde är Madagaskar. Inga underarter finns listade i Catalogue of Life.